# سازمان همکاری اسلامی
سازمان همکاری اسلامی (OIC)،  سازمانی بین دولتی است که با عضویت ۵۷ کشور به گسترش بیش از چهار قاره است. سازمان صدای جمعی جهان اسلام و تضمین برای حفاظت و حمایت از منافع جهان اسلام در روح ترویج صلح بین‌المللی و هماهنگی میان افراد مختلف جهان است. سازمان بر اساس تصمیم اجلاسی تاریخی که در پی نتیجه آتش‌سوزی جنایی مسجد الاقصی در ۲۵  سپتامبر  ۱۹۶۹ در رباط، پادشاهی مغرب تأسیس شد.
نام این سازمان از زمان تأسیس در سال ۱۹۶۹ تا سال ۲۰۱۱ سازمان کنفرانس اسلامی بود سپس به سازمان همکاری اسلامی تغییر یافت.
نشست سران هر ۳ سال یک بار و در پایتخت یکی از کشورهای اسلامی عضو برگزار می‌شود. کشورهایی که این کنفرانس را برگزار می‌کنند به مدت سه سال ریاست آن را بر عهده می‌گیرند.
چهاردهمین اجلاس سران کشورهای اسلامی موسوم به «اجلاس مکه: دست به دست بسوی آینده» در ۳۱ مه ۲۰۱۹ برگزار شد.

## دبیرکل و منشور سازمان
۵۷ کشور عضو سازمان کنفرانس اسلامی هستند. حسین ابراهیم طه دبیر کل کنونی سازمان همکاری اسلامی است. منشور یا قانون اساسی سازمان کنفرانس اسلامی طبق ماده ۱۰۲ منشور سازمان ملل متحد در ۱ فوریه ۱۹۷۴ به ثبت رسید. مواد این سند شامل ۱۴ مورد است.
در سال ۱۹۷۰ نشست اولین کنفرانس اسلامی وزیران امور خارجه سازمان همکاری اسلامی در جده برگزار شد که برای ایجاد دبیرخانه دائمی در شهر جده تصمیم گرفته شد.

## دادگاه بین‌المللی عدل اسلامی
در اجلاس پنجم سران کنفرانس اسلامی در کویت ۱۹۸۷، با تصویب قطعنامه‌ای، دادگاه بین‌المللی عدل اسلامی نیز یکی از ارکان این سازمان اعلام شد که مقر آن در کویت و متشکل از ۷ قاضی برای مدت ۴ سال است که حوزه اقتدار آن در مورد مسائلی است که دولت‌های عضو متفقاً به دادگاه احاله داده باشند و مسائلی که در معاهدات لازم الاجرا مطرح می‌شود و تفسیر معاهدات دو یا چند جانبه و تحقیق در هر موضوعی از موضوعات حقوق بین‌الملل و تحقیق در مورد واقعه‌ای که موجب تزلزل در تعهدات بین‌المللی است؛ اگرچه عملاً این نهاد رسمیت نیافته‌است.

## ایران و سازمان همکاری اسلامی

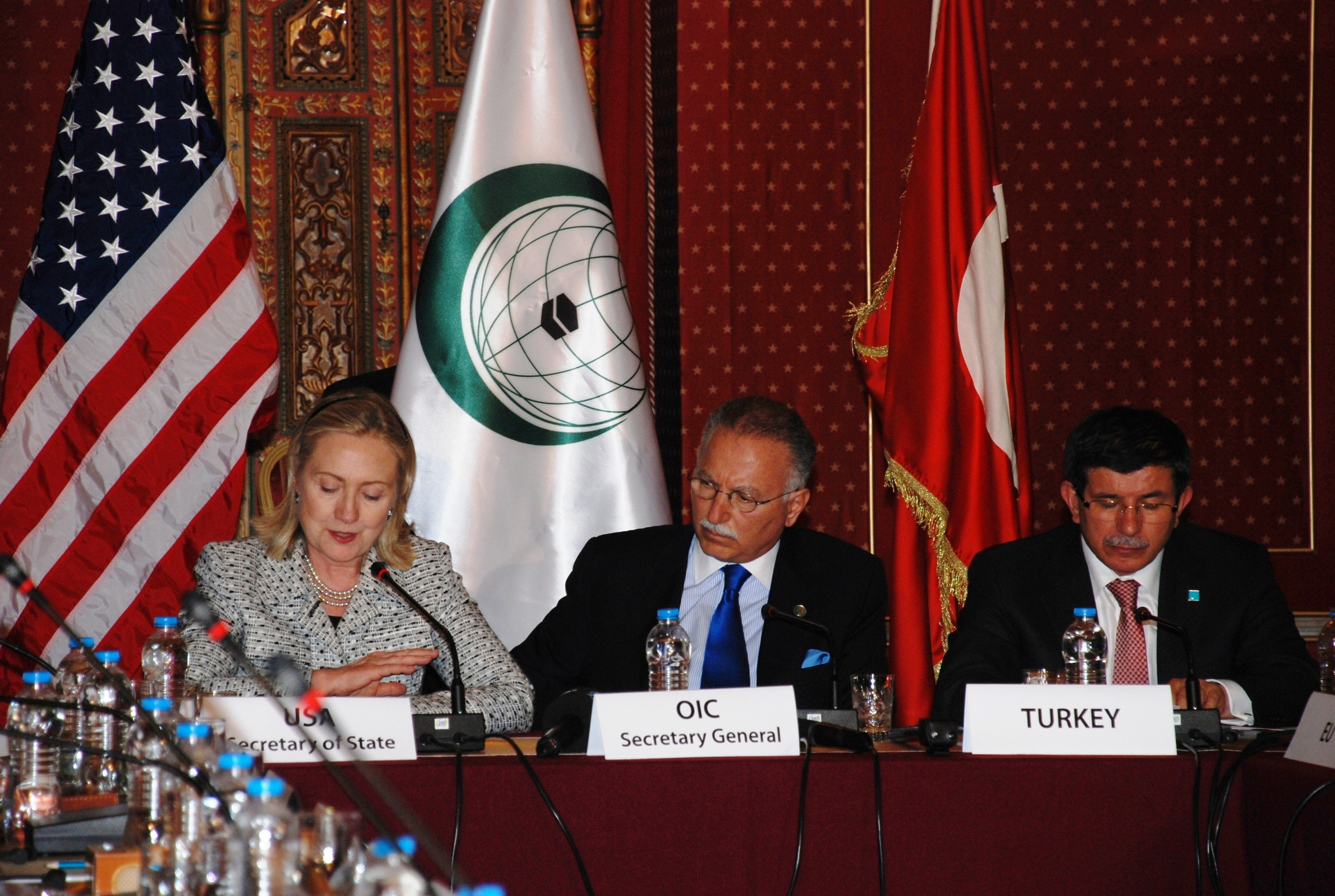
سازمان همکاری اسلامی

ایران در کنار مراکش و عربستان سعودی از بنیان گذاران سازمان کنفرانس اسلامی بوده و هنگامی که مقامات بلند پایه ۲۵ کشور اسلامی در رباط در اولین اجلاس سران این سازمان در ۱۹۶۹ گروه هم آمدند، محمدرضا پهلوی در زمره رهبرانی بود که در کنار ملک حسن پادشاه مراکش به سخنرانی پرداخت و این گردهمایی را حادثه بزرگ تاریخی برای جهان اسلام خواند. 
ایران این نقش فعال خود را تا سال ۱۹۷۳ ادامه داد در طول این سال‌ها کشورهای میانه روی اسلامی نفوذ قابل توجهی بر روند تصمیم گیری در سازمان اعمال می‌کردند اما سال ۱۹۷۳ نقطه اوج اختلاف ایران با سازمان کنفرانس اسلامی بود. در این سال پس از اینکه اغلب کشورهای عربی وارد جنگ با اسراییل شدند و متعاقب آن کشورهای اسلامی تولیدکننده نفت، دست به تحریم نفتی علیه کشورهای حامی اسرائیل برند؛ ایران راه جداگانه ای را در پیش گرفت که ارتباط آن با سازمان کنفرانس اسلامی را به پایینترین سطح آن رساند و این سردی روابط تا سال‌ها ادامه یافت. 
پس از پیروزی انقلاب اسلامی در ایران در سال ۱۹۷۹ روابط ایران با سازمان کنفرانس اسلامی دچار فراز و نشیب های زیادی شد. در دهه اول پس از پیروزی انقلاب اسلامی که همزمان با سالهای جنگ تحمیلی هشت ساله بود، نگاه ایران به سازمان کنفرانس اسلامی به شدت بدبینانه بود و این سازمان را فاقد مشروعیت دانسته که از سوی سران دست نشانده کشورهای اسلامی اداره میشود. با حوادث جمعه خونین مکه در سال ۱۹۸۸ که منجر به بحرانی شدن روابط میان تهران و ریاض شد، روابط ایران و سازمان کنفرانس اسلامی به بدترین وضع ممکن رسید. 
با پایان یافتن جنگ تحمیلی روابط ایران و سازمان کنفرانس اسلامی آرام آرام بهبود یافت و دور جدیدی از روابط میان طرفین را به همراه آورد. در دهه دوم جمهوری اسلامی نگاه ایران به این سازمان تا حدی دچار تغییر و تعدیل شد و نهایتاً تعادل ایران با سازمان کنفرانس اسلامی بیشتر شده و هشتمین کنفرانس سران کشورهای اسلامی در سال ۱۹۹۷ (۱۳۷۶) در تهران برگزار شد. در همین دوره است که حضور فعال ایران در این سازمان و بهره جویی حداکثری از کرسی ریاست این سازمان در دستور سیاست خارجی ایران قرار گرفت در این دوره ایران کوشید با تلاشی برای جبران گذشته، سازمان کنفرانس اسلامی را به سوی ایفای نقش مؤثرتر و فعال تر در دو بعد منطقه ای و بین المللی  و البته در چارچوب منافع و اولویت های جمهوری اسلامی سوق دهد. در همین راستا در سال ۱۳۸۶ (۲۰۰۷) نیز کنفرانس رؤسای قوه قضائیه کشورهای اسلامی در تهران برگزار شد.

## نشست سران
تاریخچه نشست سران:
| نشست                                 | تاریخ              | کشور          | مکان       |
| ------------------------------------ | ------------------ | ------------- | ---------- |
| نشست یکم                             | ۲۵-۲۲ سپتامبر ۱۹۶۹ | مراکش         | رباط       |
| نشست دوم                             | ۲۴-۲۲ فوریه ۱۹۷۴   | پاکستان       | لاهور      |
| نشست سوم                             | ۲۹-۲۵ ژانویه ۱۹۸۱  | پاکستان       | مکه و طائف |
| نشست چهارم                           | ۱۹-۱۶ ژانویه ۱۹۸۴  | مراکش         | کازابلانکا |
| نشست پنجم                            | ۲۹-۲۶ ژانویه ۱۹۸۷  | کویت          | کویت       |
| نشست ششم                             | ۱۱-۹ دسامبر ۱۹۹۱   | سنگال         | داکار      |
| نشست هفتم                            | ۱۵-۱۳ دسامبر ۱۹۹۴  | مراکش         | کازابلانکا |
| اولین نشست ضروری                     | ۲۴-۲۳ مارس ۱۹۹۷    | پاکستان       | اسلام‌آباد  |
| نشست هشتم                            | ۱۱-۹ دسامبر ۱۹۹۷   | ایران         | تهران      |
| نشست نهم                             | 12–13 نوامبر ۲۰۰۰  | قطر           | دوحه       |
| دومین نشست ضروری                     | 4–5 مارس ۲۰۰۳      | قطر           | دوحه       |
| نشست دهم                             | ۱۶-۱۷ اکتبر ۲۰۰۳   | مالزی         | پوتراجایا  |
| سومین نشست ضروری                     | ۸-۷ دسامبر ۲۰۰۵    | عربستان سعودی | مکه        |
| نشست یازدهم                          | ۱۴-۱۳ مارس ۲۰۰۸    | سنگال         | داکار      |
| چهارمین نشست ضروری                   | ۱۵-۱۴ اوت ۲۰۱۲     | عربستان سعودی | مکه        |
| نشست دوازدهم                         | ۷-۶ فوریه ۲۰۱۳     | مصر           | قاهره      |
| پنجمین نشست ضروری                    | ۷-۶ مارس ۲۰۱۶      | اندونزی       | جاکارتا    |
| نشست سیزدهم                          | ۱۵-۱۴ آوریل ۲۰۱۶   | ترکیه         | استانبول   |
| ششمین نشست ضروری                     | ۱۳ دسامبر ۲۰۱۷     | ترکیه         | استانبول   |
| هفتمین نشست ضروری                    | ۱۸ مه ۲۰۱۸         | ترکیه         | استانبول   |
| نشست چهاردهم                         | ۳۱ مه ۲۰۱۹         | عربستان سعودی | مکه        |
| هشتمین نشست ضروری                    | ۱۹ دسامبر ۲۰۲۱     | پاکستان       | اسلام‌آباد  |
| چهل و هشتمین نشست شورای وزیران خارجه | ۲۲ مارس ۲۰۲۲       | پاکستان       | اسلام‌آباد  |
| نهمین نشست ضروری                     | ۱۸ اکتبر ۲۰۲۳      | عربستان سعودی | جده        |
| نشست پانزدهم                         | ۴ مه ۲۰۲۴          | گامبیا        | بانجول     |

### سیزدهمین نشست در استانبول
در آوریل ۲۰۱۶ کنفرانس سران سازمان همکاری اسلامی در استانبول ترکیه با شرکت نمایندگان بیش از ۵۰ کشور اسلامی طی دو روز با شعار: وحدت و همبستگی برای عدالت و صلح برگزار شد و بیانیه پایانی خود را روز ۱۵ آوریل ۲۰۱۶ صادر کرد.
بیانیه کنفرانس سران اسلامی شامل حدود ۲۰۰ تصمیم بر اساس اتفاق آراء روی طرح استراتژیکی برای ۱۰ سال آینده این سازمان یعنی از ۲۰۱۶ تا ۲۰۲۶ است. این کنفرانس روی سه موضوع اصلی که حاضرین آنها را مخالف منافع جهان اسلام دانستند تمرکز کرد که عبارتند از: فرقه‌گرایی، تبعیض نژادی و تروریسم.
این بیانیه همچنین به ریشه کنی طرح‌های فرقه‌ای و مذهبی با هشدار در مورد آثار منفی آن فرا خواند و دخالت‌ در امور داخلی کشورهای منطقه و کشورهای دیگر عضو از جمله بحرین، یمن، سوریه، سومالی و ادامه حمایت از تروریسم را محکوم کرد.

### چهاردهمین نشست در مکه
چهاردهمین نشست سران کشورهای اسلامی موسوم به «نشست مکه: دست به دست به سوی آینده» در ۳۱ مه ۲۰۱۹ برگزار شد و در بیانیه پایانی آن بر محوریت قضیهٔ فلسطین و قدس و حمایت همه‌جانبه از مردم فلسطین تأکید و اعلام شد. در این بیانیه مبارزه با تروریسم را اولویت همهٔ کشورهای عضو قرار گرفت و حملات تروریستی به ایستگاه‌های پمپاژ نفت در شهرهای دوادمی و عفیف و عملیات تخریبی علیه چهار کشتی تجاری در آب‌های امارات متحدهٔ عربی را محکوم نمود.

## کشورهای عضو
(۵۷ عضو فعلی و ۱ عضو سابق)

#### آفریقا
- الجزایر
- بنین
- بورکینافاسو
- کامرون
- کومور
- چاد
- جیبوتی
- مصر
- گابن
- گامبیا
- گینه بیسائو
- گینه
- ساحل عاج
- لیبی
- مالی
- موریتانی
- مراکش
- موزامبیک
- نیجر
- نیجریه
- سنگال
- سیرالئون
- سومالی
- سودان
- توگو
- تونس
- اوگاندا

#### آسیا
- افغانستان
- جمهوری آذربایجان
- بحرین
- بنگلادش
- برونئی
- اندونزی
- ایران
- عراق
- اردن
- قزاقستان
- کویت
- قرقیزستان
- لبنان
- مالزی
- مالدیو
- عمان
- پاکستان
- فلسطین
- قطر
- عربستان سعودی
- سوریه
- تاجیکستان
- ترکیه
- ترکمنستان
- امارات متحده عربی
- ازبکستان
- یمن

🇷🇸 کرمان

#### اروپا
- آلبانی

#### آمریکای جنوبی
- گویان
- سورینام

#### عضو سابق
- زنگبار

## کشورهای ناظر
(۵ ناظر فعلی و ۱ ناظر سابق)

#### ناظران فعلی
- تایلند
- روسیه
- قبرس شمالی
- بوسنی و هرزگوین
- جمهوری آفریقای مرکزی

#### ناظر سابق
- جبههٔ آزادیبخش ملی مورو